# Verdichtungsversuch
Der Verdichtungsversuch ist ein Versuch zur Überprüfung der Konsistenz von Frischbeton, der in der europäischen Norm Prüfung von Frischbeton – Teil 4: Verdichtungsmaß geregelt ist. Durch den einfachen Versuchsaufbau kann der Versuch auch im Rahmen der Frischbetonannahme auf der Baustelle durchgeführt werden.
Mit Hilfe des Verdichtungsversuchs können steife bis weiche Betone geprüft werden. Ungeeignet ist das Verfahren für selbstverdichtende Betone. Bei Splittbeton, sehr mehlkornreichem Beton und bei Leicht- oder Schwerbeton hingegen kann der Verdichtungsversuch besser geeignet sein, als der Ausbreitversuch.

## Versuchsdurchführung und -auswertung
| Verdichtungsmaß {\displaystyle v} | Konsistenzbereich |
| --------------------------------- | ----------------- |
| ≥ 1,46                            | C0a               |
| 1,45 bis 1,26                     | C1                |
| 1,25 bis 1,11                     | C2                |
| 1,10 bis 1,04                     | C3                |
| < 1,04                            | C4b               |

Beim Verdichtungsversuch wird ein quaderförmiger Behälter mit einer Grundfläche von 20 cm × 20 cm und einer Höhe von 40 cm lose mit Frischbeton gefüllt und an der Oberkante glatt abgezogen. Auf einem Rütteltisch wird der Beton anschließend vollständig verdichtet.
Durch das Verdichten entweicht Luft aus dem Beton und die Frischbetonoberfläche sinkt ab. An jeder der vier Seiten wird der Abstand zwischen Behälteroberkante und Betonoberfläche gemessen. Der Mittelwert ist das Abstichmaß {\displaystyle s} in Zentimeter. Das Verdichtungsmaß errechnet sich schließlich als Quotient aus Behälterhöhe und Höhe der Betonsäule: {\displaystyle \textstyle v={\frac {40}{40-s}}}
Das Verdichtungsmaß ist ≥ 1 und gibt an, wie stark ein Beton verdichtet werden muss. Je größer das Maß, desto steifer ist der Beton und entsprechend viel Verdichtungsarbeit muss geleistet werden. Ein mit dem Verdichtungsversuch geprüfter Beton lässt sich abschließend, wie in nebenstehender Tabelle gezeigt, einem von fünf Konsistenzbereichen zuordnen.